# Europsko udruženje za slobodnu trgovinu
Europsko udruženje za slobodnu trgovinu (engl. European Free Trade Association) osnovano je 1960. godine i reakcija je na osnivanje EEZ-a, kako bi se spriječila opasnost od ekonomske diskriminacije. EFTA je izgubila na značenju kroz pristupanje država članica Europskoj ekonomskoj zajednici (Velika Britanija, Irska i Danska 1973., a Portugal 1986.). 
Europska zajednica je 1973. godine s EFTA-om zaključila Ugovor o slobodnoj trgovini. Od 1994. na snazi je europski ekonomski prostor između država Europske zajednice i država EFTA-e. Nakon pristupanja Finske, Švedske i Austrije EU 1995. godine, EFTA obuhvaća samo još Lihtenštajn, Norvešku, Island i Švicarsku. Državljani EFTA-e, po principu reciprociteta, imaju pravo raditi u Europskoj uniji.

## Razvoj
██ sadašnje članice
██ bivše članice
EFTA-u su osnovale Austrija, Danska, Norveška, Portugal, Švedska, Švicarska i UK. 1961. godine Finska je postala zemlja suradnik EFTA-e, a 1986. potpuna članica. EFTA-i se 1970. godine pridružio Island, a 1991. Lihtenštajn. Od navedenih država sve su osim Lihtenštajna, Norveške, Islanda i Švicarske napustile EFTA-u zbog ulaska u EEZ ili EU.

## Vanjske poveznice
Službena stranica